# 葉明軒
葉明軒（10月9日出生-），台灣男性漫畫家。擅長少年漫畫。

## 學歷
- 道明中學美術班
- 前鎮高中美術班
- 國立台灣藝術大學工藝學系
- 布魯內爾大學設計與品牌策略碩士 (MA Design & Branding Strategy)

## 經歷
- 國立台灣藝術大學劍道社社長 初段 （教師：陳東照 七段）
- 行政院文化建設委員會「咱的囝仔咱的歌」 兒歌Flash動畫製作
- 2008年 東立出版社《龍少年》漫畫雜誌 刊載【無上西天】
- 高雄市小港區小港國民小學藝術類傑出校友
- 倍樂生巧連智網站 成語Flash動畫製作200個以上
- 2011年 東立出版社、新光三越台中中港店「東立夏日漫畫祭」 參展漫畫家
- 2013年 中華民國教育部「高級中等學校學生新世紀領導人才培育營」善化高中第11期 專題講師
- 2013年 台灣角川《FORCE原力誌》電子漫畫雜誌 刊載【大仙術士 李白】
- 2014年 台灣角川《ComicWalker》電子漫畫雜誌 刊載【大仙術士 李白】日文版
- 2015年 於日本發行【大仙術士 李白】日文版單行本漫畫
- 2015年 國立台灣藝術大學教學卓越計畫 藝術商品設計文創學程 講師
- 2015年 馬來西亞《漫畫王》雜誌第183期 專訪報導
- 2015年 臺中動漫力參展漫畫家
- 2016年 東吳大學 「看動漫學管理」通識講座 講師
- 2016年 法國安古蘭漫畫節台灣館 參展漫畫家
- 2016年 中華民國總統府常設展 參展漫畫家
- 2016年 中華民國文化部與讀賣文化  參展漫畫家
- 2016年 《開拓動漫畫情報誌》Frontier第174期 封面繪製
- 2016年 《今周刊》第1026期「全靠初衷 職場魯蛇番身金漫獎贏家」特別報導
- 2016年 遠見天下文化《未來兒童》第33期 附刊新東方民間故事[馬頭琴]漫畫繪製
- 2017年 遠見天下文化《未來兒童》第39期 附刊新東方民間故事[梅婆索的故事]漫畫繪製
- 2017年 《親子天下》第86期 封面及內頁漫畫繪製
- 2017年與鄒駿昇、黃佩珊、王春子、賴嘉綾一起接受新北市政府文化局訪問，收錄在《新北市文化》季刊27期。[1]
- 2018年 台南新光三越動漫遊戲展 參展漫畫家
- 2018年 遠見天下文化《未來少年》第93期～100期漫畫[太陽系任務]漫畫繪製(8回)
- 2019年 遠見天下文化《未來少年》第101期～111期漫畫[森綠進擊]漫畫繪製(10回)
- 2019年 桃園市立美術館 書藝啟程—說「書」系列講壇【漫畫與書法的相遇】座談
- 2019年 繁星計畫 漫畫沙龍 與中華文化總會《新活水》雜誌副總編輯江家華講座座談
- 2019年 台中國際動漫博覽會 參展漫畫家
- 2019年 法國布洛瓦漫畫節台灣代表漫畫家
- 2019年 美國聖地牙哥漫畫展 參展漫畫家
- 2019年 台北市文化局台北超動漫海報主視覺及《給外國人的台灣觀光飲食指南》特展作者
- 2020年 新竹玄奘大學藝創系 大師論壇漫畫講座
- 2020年 繁星計畫 漫畫專題講師
- 2021年 蓋亞小說《太歲》1-7+外傳(新裝版)封面繪製
- 2021年 遠見天下文化《未來少年》第132期～135期漫畫[天神上課中]漫畫繪製(4回)
- 2022年 遠見天下文化《未來少年》第136期～145期漫畫[魔數奇境]漫畫繪製(10回)
- 2022年 2022台中國際動漫博覽會 展場主視覺繪製
- 2023年 親子天下《閱讀理解》junior 9月號/2023 第5期 封面及內頁漫畫繪製
- 2023年 台中漫畫博物館《當臺漫成為光譜》特展主視覺繪製
- 2023年 台灣角川第一屆直條式漫畫全球大賞講座
- 2023年 台北科技大學《堅持到底的漫畫長路》漫畫講座
- 2009~2023年 復興商工漫畫社 指導老師
- 2024年 2024台中國際動漫博覽會 參展漫畫家
- 2024年 2024國慶總統府光雕《當我們同在一起》參展漫畫家
- 2024年 國家漫畫博物館第13展館 金漫年度漫畫大獎主題展 參展漫畫家

## 獲獎紀錄
- 高雄市資訊壁報比賽 國小組 第一名
- 高雄市立體造型比賽 國小組 第一名
- 高雄市職業常識壁報比賽 國中組 特優
- 高雄市人口教育漫畫比賽 國中組 佳作
- 高雄市交通安全漫畫比賽 國中組 第二名
- 道明中學美展油畫 第三名
- 高雄市國中美術能力競賽 美術設計類 特優
- 前鎮高中漫畫比賽 第一名
- 前鎮高中壁報比賽 第一名
- 高雄市學生美展 西畫類 佳作
- 高雄市學生美展 國畫類 第三名
- 前鎮高中畢業美展 素描類 特優
- 前鎮高中畢業美展 水彩類 特優
- 東立出版社 第八屆東立漫畫新人獎 少年組第一名
- 行政院衛生署國民健康局 防治中風Flash動畫比賽 第二名
- 行政院衛生署國民健康局 冠心病Flash動畫比賽 社會組 第二名
- 2006年 行政院新聞局劇情漫畫獎 作品【新齊天】 佳作
- 中華民國文化部101年度第三屆金漫獎【無上西天】少年漫畫組 優勝
- 中華民國文化部102年度第四屆金漫獎【無上西天】少年漫畫組 入圍
- 中華民國文化部103年度第五屆金漫獎【大仙術士李白】少年漫畫組 入圍
- 中華民國文化部104年度第六屆金漫獎【大仙術士李白】少年漫畫組 優勝 及 年度漫畫獎
- 中華民國文化部105年度第七屆金漫獎【大仙術士李白】少年漫畫組 優勝 及 年度漫畫獎
- 中華民國文化部106年度第八屆金漫獎【大仙術士李白】少年漫畫組 入圍
- 中華民國文化部108年度第十屆金漫獎【大仙術士李白】少年漫畫組 優勝

## 擔當評審
- 2012及2014 新北星青少年漫畫創作大賽 評審
- 2014 手機遊戲KingNet一姬當千 評審
- 2015及2016 中華民國資訊軟體協會 資安漫畫徵選 評審
- 2016 新北市原創漫畫大賽 評審
- 2016 駁二動漫祭原創微漫畫大賽 評審
- 2017 巴哈姆特ACG創作大賽 漫畫組評審
- 2017 桃園國際動漫大展 漫畫徵件比賽 評審
- 2017 VR開發者黑客松大賽 評審
- 2017及2018 中華民國資訊軟體協會 資安漫畫徵選 評審
- 2018 COMICO第四屆原創漫畫大賽 評審
- 2018 94comic新人獎 評審
- 2018 開拓原創微漫畫大賽 評審
- 2018 巴哈姆特ACG創作大賽 漫畫組評審
- 2018 第九屆金漫獎 評審委員
- 2019 巴哈姆特ACG創作大賽 漫畫組評審
- 2020 巴哈姆特ACG創作大賽 漫畫組評審
- 2021 遠哲科學趣味競賽 漫畫組評審
- 2022 遠哲科學趣味競賽 漫畫組評審
- 2023 遠哲科學趣味競賽 漫畫組評審
- 2024 遠哲科學趣味競賽 漫畫組評審
- 2024 第一屆「南應盃」全國原創漫畫大賽 漫畫組評審

## 作品列表

### 連載作品
- 無上西天 - 2008年到2012年期間於《龍少年》（東立出版社）連載。單行本全9卷。
- 大仙術士 李白 - 2013年於《FORCE原力誌》（台灣角川）連載，現於角川《ComicWalker》線上漫畫平台與《CCC》追漫台連載中。單行本全8卷(2024年完結、2025年發行單行本最終卷)。

### 短篇作品
- 【Double天秤】- 第八屆 東立漫畫新人獎 少年組 第一名
- 【新齊天】- 行政院新聞局95年度劇情漫畫獎 佳作
- 【無上西天-前傳】- 刊載於東立《龍少年》2007年4月號
- 【無上西天-龍門特別篇】- 刊載於東立《寶島少年》2008年29,30期
- 【爺爺的回答】- 刊載於第十九屆 台北國際書展 百年紀念專刊《原創100%幸福起飛》
- 【伊甸園】- 網路刊載草稿作品
- 【小仙的漫畫教學】- 網路刊載作品
- 【禁區】- 小說封面繪製 ／ 發行日：2014年10月1日 ／ ISBN 978-986-907-932-7（作者：燕熙）
- 2014年 7-eleven統一獅《燃燒野球魂》漫畫刊 統一獅球員Q版造型及四格漫畫
- 2016年 台東 娜路彎大酒店 職業漫畫馬拉松挑戰賽 漫畫創作《夢之旅》
- 2019年 台中 「谷關溫泉漫畫嘉年華」 國內外四格漫畫創作展 漫畫創作
- 2021年 敖幼祥【翻轉烏龍院】 短篇漫畫創作
- 2022年 臺灣漫畫基地舉辦的12小時12頁漫畫馬拉松 aka 謝東霖《ㄈ計畫》短篇漫畫創作
- 2023年 籃球8頁極短漫示範創作

## 外部連結
- 葉明軒的Facebook專頁
- Facebook 無上西天經典語錄

※以上內容（文字及圖片）需經過葉明軒本人同意使用